# Chilperik II der Franken

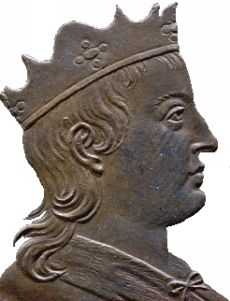
18e-eeuws fantasieportret op munt

Chilperik II (670 - Attigny, Ardennes, tussen 30 januari en 13 mei 721) was koning van (een deel van) het Frankische Rijk (Neustrië en Bourgondië). Hij was een zoon van de in 675 vermoorde Childerik II, koning van Neustrië en Bilichild, dochter van koning Sigibert III en staat bekend als de laatste Merovinger die over een zekere mate van gezag beschikte.

## Geschiedenis

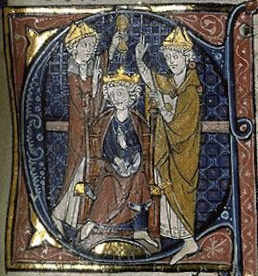
Kroning van Chilperik II (Grandes Chroniques de France, Bibliothèque Sainte-Geneviève, MS 782, fol. 10).

De jonge Chilperik werd na de moord op zijn ouders als tweejarige verbannen in een klooster, waar hij 40 jaar als "broeder Daniel" leefde, tot hij in 715 als nieuwe koning van Neustrië aangesteld werd door de hofmeier Raganfrid en regentes Plectrudis van Austrasië, de tegenstanders van Karel Martel. In 716 volgde zijn verheffing tot koning van Neustrië, het kerngebied van het Frankische Rijk, als opvolger van Dagobert III. De palts Compiègne was zijn koninklijke residentie.
In het begin voerde Raganfrid hem mee op een ceremoniële ossenkar op diens tochten. Al spoedig bleek dat Chilperik van een ander kaliber was dan de zogenaamde "Vadsige koningen" uit die tijd. Chilperik wilde zelf aan de touwtjes trekken en ontpopte zich als vechter en leider, die altijd voorop ging in de strijd aan het hoofd van zijn troepen.

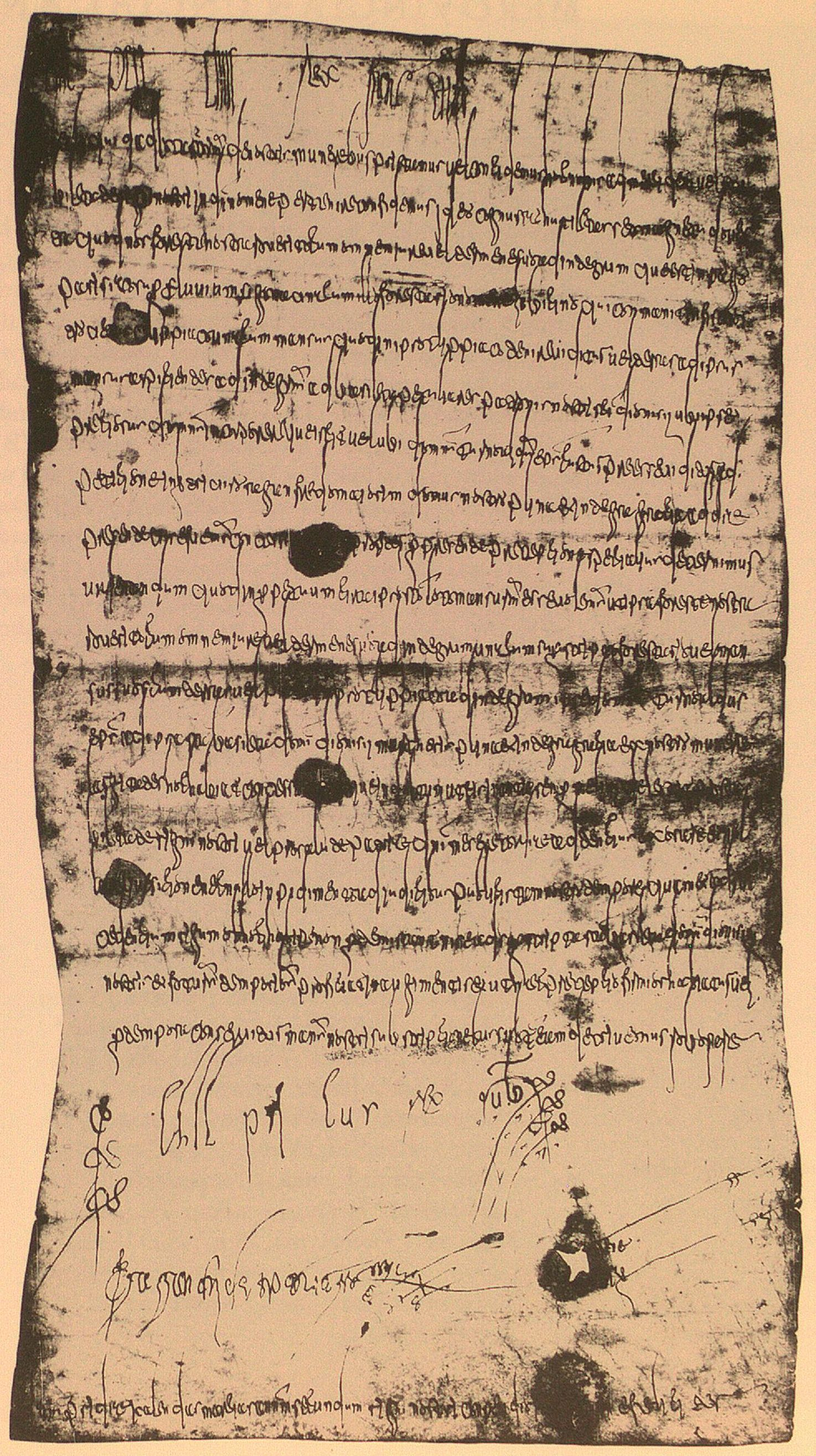
Oorkonde van Chilperik II van 28 februari 717 voor de abdij Saint-Denis (Parijs, Archives nationales, K 4, nr. 3).

Chilperiks of Raganfrids verbintenissen met de Friese koning Radboud (717) en Odo van Aquitanië (718) tegen de sterke oppositie van Karel Martel, waren ontoereikend, want Karel overwon de Neustriërs bij Amel (Amblève, 716), Vincy (717) en Soissons (718).
Toen de door Karel Martel gesteunde koning Chlotharius IV in 719 kwam te sterven, stelde Karel aan Odo van Aquitanië de eis om Chilperik aan hem uit te leveren. Chilperik werd door hem herbenoemd als koning van het Frankische Rijk, maar was daarna in feite niet meer dan een marionet in de handen van Karel Martel.
Chilperik stierf in 721 (tussen 30 januari en 13 mei) te Attigny en werd in Noyon bijgezet. Karel Martel benoemde daarna Theuderik IV, de zoon van koning Dagobert III, als zijn opvolger. Chilperik had wel een zoon, de latere koning Childerik III.

## Voorouders
| Voorouders van Chilperik II der Franken | Voorouders van Chilperik II der Franken      | Voorouders van Chilperik II der Franken      | Voorouders van Chilperik II der Franken      | Voorouders van Chilperik II der Franken      | Voorouders van Chilperik II der Franken                | Voorouders van Chilperik II der Franken                | Voorouders van Chilperik II der Franken                | Voorouders van Chilperik II der Franken                |
| --------------------------------------- | -------------------------------------------- | -------------------------------------------- | -------------------------------------------- | -------------------------------------------- | ------------------------------------------------------ | ------------------------------------------------------ | ------------------------------------------------------ | ------------------------------------------------------ |
| Overgrootouders                         | Dagobert I (584-629) ∞ Nanthilde (610-642)   | Dagobert I (584-629) ∞ Nanthilde (610-642)   | ? (-) ∞ ? (-)                                | ? (-) ∞ ? (-)                                | Dagobert I (584-629) ∞ Ragnetrude (-)                  | Dagobert I (584-629) ∞ Ragnetrude (-)                  | ?(–) ∞ ? (-)                                           | ?(–) ∞ ? (-)                                           |
| Grootouders                             | Clovis II (637-655/58) ∞ Bathildis (626-680) | Clovis II (637-655/58) ∞ Bathildis (626-680) | Clovis II (637-655/58) ∞ Bathildis (626-680) | Clovis II (637-655/58) ∞ Bathildis (626-680) | Sigibert III (630-656) ∞ Immichilde van Bourgondië (-) | Sigibert III (630-656) ∞ Immichilde van Bourgondië (-) | Sigibert III (630-656) ∞ Immichilde van Bourgondië (-) | Sigibert III (630-656) ∞ Immichilde van Bourgondië (-) |
| Ouders                                  | Childerik II (653-675) ∞ Bilichild (-)       | Childerik II (653-675) ∞ Bilichild (-)       | Childerik II (653-675) ∞ Bilichild (-)       | Childerik II (653-675) ∞ Bilichild (-)       | Childerik II (653-675) ∞ Bilichild (-)                 | Childerik II (653-675) ∞ Bilichild (-)                 | Childerik II (653-675) ∞ Bilichild (-)                 | Childerik II (653-675) ∞ Bilichild (-)                 |
| Chilperik II der Franken (670-721)      |                                              |                                              |                                              |                                              |                                                        |                                                        |                                                        |                                                        |

## Referentie
- H.Ebling, art. Chilperich II., merowingischer König (716-721/† 721), in Lexikon des Mittelalters II (1983), coll. 1825-1826.